# Lubów (stacja kolejowa)
Lubów – zlikwidowana stacja kolejowa w Lubowie na linii kolejowej Krzelów – Leszno Dworzec Mały, w powiecie górowskim, w województwie dolnośląskim, w Polsce.